# Star One C4
O Star One C4 é um satélite de comunicação geoestacionário brasileiro construído pela Space Systems/Loral (SS/L) que está localizado na posição orbital de 70 graus de longitude oeste, junto com o Star One D2, e é operado pela Embratel (Claro). O satélite foi baseado na plataforma SSL-1300 e sua expectativa de vida útil é de 15 anos. Ele é operado somente em banda Ku e está sendo usado pela empresa de TV por assinatura, Claro TV no Brasil. A posição orbital onde o Star One C4 foi implantado é considerada a hot position brasileira por transmitir os sinais das maiores emissoras de televisão do país e ainda possuir um parque de 24 a 30 milhões de antenas parabólicas apontadas.

## História
O contrato para a construção do Star One C4 foi feito no ano de 2012, a empresa responsável foi a Space Systems/Loral, a data do término de sua construção e lançamento oficial ocorreu em julho de 2015, Conforme foi divulgado pelo site do proprietário, a Embratel Star One, e também por outros sites como SatLaunch, Lyngsat e pelo Space Flight Now.
A data de lançamento foi confirmada pela Arianespace no dia 23 de junho de 2015. E o lançamento ocorreria no dia 8 de julho de 2015. No dia 3 de julho a responsável pelo lançamento anunciou o adiamento do lançamento para o dia 15 de julho, devido a verificações adicionais. 

## Lançamento
O satélite foi lançado com sucesso ao espaço em 15 de julho de 2015, às 21:42 UTC, por meio de um veículo Ariane-5 ECA, a partir do Centro Espacial de Kourou, na Guiana Francesa, juntamente com o satélite MSG-4. Ele tinha uma massa de lançamento de 5635 kg. Com o lançamento os primeiros canais foram disponibilizados no dia 7 de setembro de 2015, às 23:20, com a inclusão dos primeiros dez canais em HD da operadora via satélite Claro HDTV.[carece de fontes?]

## Capacidade e cobertura
O Star One C4 está equipado com 48 transponders em banda Ku (equivalente a 36 MHz), segundo divulgado pelo Gunter’s e pelo SatLaunch, ele cobre quase toda a banda Ku, entre 10075 e 12200 MHz e liberou alguns dos transponders do satélite Star One C2 para ser usado na cobertura do México (o Star One C2 possui 14 transponders de 36 MHz e dois de 72 MHz. Assegurando a cobertura de todo o território nacional e garantindo a ampliação de atendimento para o oeste da América do Sul e América Central, além do México e dos Estados Unidos Continentais. O satélite tem uma potência de 15600 W e possui um parque de 24 a 30 milhões de antenas parabólicas apontadas.